# البحث عن منزل
البحث عن منزل (باليابانية: やどさがし، بالروماجي: Yadosagashi) (بالإنجليزية: Looking for a Home)‏ ويعرف أيضا باسم (بالإنجليزية: House-hunting)‏ هو فيلم أنمي ياباني قصير من إخراج هاياو ميازاكي ومن إنتاج استوديو غيبلي. عرض الفيلم في 3 يناير عام 2006 في متحف غيبلي في ميتاكا، وبلغت مدته 12 دقيقة.

## القصة
تدور أحداث القصة عن فوكي التي تنطلق وهي تحمل حقيبة ظهر كبيرة في رحلة للبحث عن منزل جديد.

## وصلات خارجية
- البحث عن منزل على موقع IMDb (الإنجليزية)
- البحث عن منزل على موقع ألو سيني (الفرنسية)
- البحث عن منزل على موقع فيلمافينيتي (الإسبانية)
- البحث عن منزل على موقع قاعدة بيانات الفيلم (الإنجليزية)
- البحث عن منزل على موقع ليتربوكسد (الإنجليزية)
- البحث عن منزل على موقع كينوبويسك (الروسية)
- البحث عن منزل على موقع ANN anime (الإنجليزية)